# Liste der Denkmäler des Deutsch-Französischen Krieges im Landkreis Biberach
Diese Liste gibt einen Überblick über Gedenkstätten im Landkreis Biberach, die sich schwerpunktmäßig der Geschichte des Deutsch-Französischen Krieges von 1870/71 widmen.

## Liste
| Bild | Ort                 | Ortsteil             | Lage                                                         | Beschreibung |
| --- | ------------------- | -------------------- | ------------------------------------------------------------ | --- |
| Weitere Bilder | Bad Schussenried    | Kloster Schussenried | Kloster Schussenried 48° 0′ 23″ N, 9° 39′ 27″ O              | Das Kriegerdenkmal ist ein Findling mit Reliefportrait des Königs Karl von Württemberg und Inschriftentafel, gekrönt mit einem Adler. |
| | Biberach an der Riß | Biberach             | in der Pfarrkirche 48° 5′ 55″ N, 9° 47′ 23″ O                | Das Kriegerdenkmal ist ein Inschriftentafel in der Kirche.                                                                            |
| Bild gesucht Die Wikipedia wünscht sich an dieser Stelle ein Bild vom Ort mit diesen Koordinaten 48.153387 9.287352 . Motiv: Friedenslinde Egelfingen Falls du dabei helfen möchtest, erklärt die Anleitung , wie das geht. BW       | Langenenslingen     | Egelfingen           | Bei der Kirche 48° 9′ 12″ N, 9° 17′ 14″ O                    | Die Friedenslinde steht als Naturdenkmal unter Schutz, siehe Liste der Naturdenkmale in Langenenslingen.                              |
| Bild gesucht Die Wikipedia wünscht sich an dieser Stelle ein Bild vom Ort mit diesen Koordinaten 48.156085 9.318753 . Motiv: Friedenseiche Billafingen Falls du dabei helfen möchtest, erklärt die Anleitung , wie das geht. BW      | Langenenslingen     | Billafingen          | Egelfinger Weg 48° 9′ 12″ N, 9° 19′ 8″ O                     | Die Friedenslinde steht als Naturdenkmal unter Schutz, siehe Liste der Naturdenkmale in Langenenslingen.                              |
| Bild gesucht Die Wikipedia wünscht sich an dieser Stelle ein Bild vom Ort mit diesen Koordinaten 48.148354 9.378669 . Motiv: Kriegerdenkmal Langenenslingen Falls du dabei helfen möchtest, erklärt die Anleitung , wie das geht. BW | Langenenslingen     | Langenenslingen      | Ortsmitte 48° 8′ 54″ N, 9° 22′ 43″ O                         | Das Kriegerdenkmal ist ein Obelisk aus rotem Sandstein auf rechteckigem Sockel.                                                       |
| | Riedlingen          | Riedlingen           | in der Stadtpfarrkirche St. Georg 48° 9′ 17″ N, 9° 28′ 34″ O | Das Kriegerdenkmal ist ein Inschriftentafel in der Kirche.                                                                            |
| Bild gesucht Die Wikipedia wünscht sich an dieser Stelle ein Bild vom Ort mit diesen Koordinaten 48.156085 9.318753 . Motiv: Friedenseiche Riedlingen Falls du dabei helfen möchtest, erklärt die Anleitung , wie das geht. BW       | Riedlingen          | Riedlingen           | vor der alten Turnhalle 48° 9′ 6″ N, 9° 28′ 42″ O            | Die Friedenslinde steht als Naturdenkmal unter Schutz, siehe Liste der Naturdenkmale in Riedlingen.                                   |
| Bild gesucht Die Wikipedia wünscht sich an dieser Stelle ein Bild vom Ort mit diesen Koordinaten 48.156085 9.318753 . Motiv: Friedenseiche Pflummern Falls du dabei helfen möchtest, erklärt die Anleitung , wie das geht. BW        | Riedlingen          | Pflummern            | am Ziegelberg 48° 10′ 42″ N, 9° 24′ 54″ O                    | Die Friedenslinde steht als Naturdenkmal unter Schutz, siehe Liste der Naturdenkmale in Riedlingen.                                   |
| Bild gesucht Die Wikipedia wünscht sich an dieser Stelle ein Bild vom Ort mit diesen Koordinaten 48.008999 10.035913 . Motiv: Gedenktafel Rot an der Rot Falls du dabei helfen möchtest, erklärt die Anleitung , wie das geht. BW    | Rot an der Rot      | Rot an der Rot       | Nordseite der Kirche St. Johann 48° 0′ 32″ N, 10° 2′ 9″ O    | An der Nordseite der Kirche St. Johann befindet sich eine Gedenktafel.                                                                |
| Bild gesucht Die Wikipedia wünscht sich an dieser Stelle ein Bild vom Ort mit diesen Koordinaten 48.156085 9.318753 . Motiv: Friedenseiche Alberweiler Falls du dabei helfen möchtest, erklärt die Anleitung , wie das geht. BW      | Schemmerhofen       | Alberweiler          | beim Hessenbühl 48° 9′ 12″ N, 9° 46′ 22″ O                   | Die Friedenslinde steht als Naturdenkmal unter Schutz, siehe Liste der Naturdenkmale in Schemmerhofen.                                |
| Weitere Bilder | Schwendi            | Schwendi             | bei der Pfarrkirche 48° 10′ 44″ N, 9° 58′ 31″ O              | Das Kriegerdenkmal ist ein Inschriftentafel, 1911 gestiftet von Max Freiherr von Süßkind-Schwendi.                                    |